# Kościół Wniebowzięcia Najświętszej Maryi Panny w Pagu
Kościół Wniebowzięcia Najświętszej Marii Panny – kościół rzymskokatolicki diecezji szybenickiej w mieście Pag, na wyspie Pag w Chorwacji. Wybudowana w XVI wieku na podstawie projektu chorwacko-włoskiego architekta Juraja Dalmatina. W XVIII wieku sufity zostały udekorowane barokowymi dekoracjami. Najstarszym elementem jest natomiast drewniany krucyfiks datowany na XII wiek. W skarbcu kościoła przechowywane jest wiele złotych i srebrnych przedmiotów liturgicznych.